# Platanthera undulata
Platanthera undulata är en orkidéart som beskrevs av Johannes Jacobus Smith. Platanthera undulata ingår i släktet nattvioler, och familjen orkidéer.
Artens utbredningsområde är Java. Inga underarter finns listade i Catalogue of Life.